# José Asensio Torrado
José Asensio Torrado (La Coruña, 1892 - Nueva York, 1961) fue un militar español. Fue coronel del cuerpo de Estado Mayor, general, y más tarde subsecretario del Ministerio de la Guerra.

## Guerra civil española
En los primeros días de la guerra civil española tomó parte en el asalto al Cuartel de la Montaña de Madrid y diversas operaciones que tuvieron como escenario los frentes de Andújar, Málaga, Guadarrama, etc. Ascendido a general, fue nombrado Jefe del Teatro de Operaciones del Centro (TOCE). Era un militar considerado de gran valía e inteligencia. Participó, por orden directa del gobierno en el frustrado asalto al Alcázar de Toledo; no tuvo éxito en la defensa de Talavera de la Reina, lo que le valió una cierta impopularidad, especialmente entre los comunistas, no obstante lo cual éstos le nombraron comandante honorario del Quinto Regimiento. 
En octubre de 1936 Francisco Largo Caballero (siendo presidente del Gobierno y ministro de la Guerra) le designó subsecretario del Ministerio de la Guerra, desde cuyo puesto reorganizó el ejército republicano, sentando las bases de lo que poco tiempo después sería el Ejército Popular. La creación del Comisariado de guerra, así como la normativa que regulaba la nueva uniformidad y las divisas de los oficiales del nuevo ejército se adoptaron por iniciativa suya en varios decretos que se publicaron a partir del 15 de octubre.  A su inspiración se debe también la creación de una serie de escuelas para oficiales, el Centro de Reclutamiento, Instrucción y Movilización (CRIM), el Centro de Organización Permanente de Artillería (COPA) y el Centro de Organización Permanente de Infantería (COPI). 
Tras una campaña de difamación orquestada por los comunistas —le llamaban «el general de las derrotas»—, que también apoyaron anarquistas y prietistas, los cuales pidieron insistentemente su destitución, y en la que tuvieron una destacada actuación Dolores Ibárruri y el embajador soviético Marcel Rosenberg, Largo Caballero le cesó (sustituyéndole por un miembro de su círculo más cercano, Carlos de Baraibar). Asensio quedó durante algún tiempo en situación de disponible. Acusado de traición sin el menor fundamento, fue  detenido y procesado, aunque recuperó la libertad poco tiempo después, en mayo de 1938, al ser sobreseída, por falta de pruebas, la causa instruida contra él. 
Tras una corta etapa como asesor del Ministerio de Defensa Nacional, y aunque pidió con insistencia que se le confiriera el mando de alguna unidad (aunque fuera una compañía -según declaró textualmente), fue nombrado agregado militar de la Embajada española en EE. UU., donde tuvo conocimiento de la preparación de un golpe de Estado por parte de Segismundo Casado y el Consejo Nacional de Defensa, a los cuales envió su adhesión por cablegrama. Finalizada la guerra se trasladó a Nueva York — en cuya ciudad permaneció hasta su fallecimiento, dedicándose durante algún tiempo a la enseñanza privada de la lengua española y desempeñando el cargo de ministro sin cartera en varios gobiernos de la República en el exilio.